# Aechmea drakeana
Espèce
Classification phylogénétique
Synonymes
- Pothuava drakeana (André) L.B.Sm. & W.J.Kress

Aechmea drakeana est une espèce de plantes à fleurs de la famille des Bromeliaceae qui se rencontre en Équateur et au Pérou.

## Synonymes
- Pothuava drakeana (André) L.B.Sm. & W.J.Kress[1].

## Distribution
L'espèce se rencontre de l'Équateur au nord du Pérou.

## Description
L'espèce est épiphyte.